# یواس‌اس ال‌اس‌تی-۶۹۶
یواس‌اس ال‌اس‌تی-۶۹۶ (به انگلیسی: USS LST-696) یک کشتی بود که طول آن ۳۲۸ فوت (۱۰۰ متر) بود. این کشتی در سال ۱۹۴۴ ساخته شد.